# 테오도로 피카도 미찰스키
테오도로 피카도 미찰스키(스페인어: Teodoro Picado Michalski)는 코스타리카의 정치인이다. 1944년부터 1948년까지 대통령으로 재직하였으나, 퇴임을 2주가량 앞두고 사퇴했다.
코스타리카인 아버지 테오도로 피카도 마린과 폴란드인 어머니 야드비시아 미할스카 보지보스카 사이에서 태어났다. 1944년 라파엘 앙헬 칼데론 과르디아의 뒤를 이어 대통령으로 선출되었다.
그는 대통령으로 재직하면서 어린이날(코스타리카에서는 매년 9월 9일)을 제정하였으며, 내셔널 지오그래픽 연구소를 만들기도 했다. 그러나 임기 말 부정선거 혐의가 드러나자 대통령직을 사퇴했다.
이후 니카라과로 망명하였으며, 1960년 그곳에서 죽었다. 그의 유해는 본국으로 송환되었고, 파라이소 데 카르타고(Paraíso de Cartago)에 매장되었다.